# Columbo: Klatsch kann tödlich sein
Klatsch kann tödlich sein (Originaltitel: Requiem for a Falling Star) ist eine erstmals im Rahmen der NBC-Sunday-Mystery-Movie-Serie gesendete Episode der Kriminalfilm-Reihe Columbo aus dem Jahr 1973. Die deutschsprachige Erstausstrahlung der fünften Folge der zweiten Staffel folgte 1975 in gekürzter Form im Deutschen Fernsehen. Die US-amerikanische Schauspielerin Anne Baxter verkörpert als Filmlegende Nora Chandler die Gegenspielerin von Inspektor Columbo, dargestellt von Peter Falk.

## Handlung
Die Schauspielerin Nora Chandler, einst ein großer Filmstar, bekommt Besuch vom Boulevardreporter Jerry Parks in ihrem Bungalow auf dem Gelände der Filmstudios. Parks erpresst Chandler mit dem Wissen über Bilanzfälschungen, mit denen sie die Produktionsgesellschaft um zwei Millionen US-Dollar betrogen hat, um den finanziellen Misserfolg in einem ihrer früheren Filme zu vertuschen. In diesem Zusammenhang erfährt sie auch, dass ihre langjährige Sekretärin Jean Davis den Dienst quittieren und Parks heiraten möchte. Gegen Abend soll Davis noch einige lästige Botengänge für Chandler erledigen. Stattdessen trifft sie sich zunächst mit ihrem Verlobten anlässlich einer Signierstunde in einem Buchladen. Chandler wartet dort bereits und macht sich unbemerkt an einem Reifen von Davis’ Wagen zu schaffen. Anschließend fährt sie zu Parks Haus und schüttet den Inhalt mehrerer Benzinkanister über die Einfahrt. Als dessen auffälliger Jaguar vorbeifährt, entzündet sie die Flüssigkeit. Ungerührt begibt sie sich dann zu einem Abendessen mit den beiden Studiobossen Fallon und Simmons. Bald erscheint ein Polizeibeamter und setzt Chandler über die Explosion in Kenntnis. Kurz darauf betritt überraschend der tot geglaubte Parks das Restaurant und berichtet, er habe sein Auto der Sekretärin wegen einer Reifenpanne überlassen. Chandler wird daraufhin ohnmächtig.
Am nächsten Tag sucht Inspektor Columbo die Schauspielerin im Rahmen der Untersuchungen zu einer Befragung auf und besichtigt dabei auch ihren Garten mit einem wasserlosen Brunnen. Gemäß Analyse des Polizeilabors ist das vermeintliche Unglück möglicherweise auf Brandstiftung zurückzuführen. Außerdem habe ein Nachbar einen wegfahrenden Straßenkreuzer beobachtet, der – wie sich später herausstellt – aus dem Pool der Studios stammt. Im Haus entdeckt Columbo Aufnahmen von Chandlers verstorbenem Ehemann Al Cumberland, der vor zwölf Jahren auf mysteriöse Weise bei einem Bootsunfall ums Leben kam. Auf einem Foto trägt er einen Siegelring vom Freimaurerorden der Shriners. Bei der Begutachtung des ausgebrannten Wracks im Polizeipräsidium klärt der Inspektor Chandler über den fatalen Fahrzeugtausch auf und vermutet, Parks sei das eigentliche Ziel des Anschlages gewesen. Danach erkundigt sich Columbo bei Parks nach dessen Verhältnis zu Chandler. Der Reporter behauptet, kein Interesse mehr an Skandalgeschichten zu haben, seitdem sich die Karriere der Diva dem Ende zuneigt. Im Anschluss verabredet er sich mit ihr, um seinem Erpressungsversuch nach den jüngsten Ereignissen Nachdruck zu verleihen. Chandler entgegnet jedoch, sie habe Kopien seiner Liebesbriefe an Davis gesammelt, aus denen hervorgeht, dass er sich von ihr Geld geliehen und somit gleichermaßen ein Mordmotiv habe. Der Inspektor, der Parks gefolgt ist, unterbricht die Unterredung und zeigt sich verwundert über den vertrauten Umgang der beiden.
Zurück im Filmstudio beklagt Fallon, Chandler sei für kein Geld der Welt bereit, ihr wertvolles Grundstück auf dem Studiogelände zu verkaufen. Kurz nach dem Gespräch bestellt sie Columbo zu sich und fordert ihn auf, Parks Akten nach den gefälschten Abrechnungsbelegen zu durchsuchen. Mit dem Schuldbekenntnis unterbindet sie weitere potenzielle Forderungen des Reporters und lenkt den Verdacht von sich ab. Darüber hinaus bestätigt ihr ebenfalls anwesender Geliebter Simmons, schon vor dem Mord von ihren Machenschaften erfahren und eine Vereinbarung mit ihr getroffen zu haben. Im weiteren Tagesverlauf informiert der Inspektor Chandler über den neuesten Stand der Ermittlungen: Der zerstörte Reifen von Davis’ Wagen weise keine Einstichspuren auf, jemand ließ die Luft absichtlich entweichen. Demnach könnte es sich bei der Tat doch nicht um eine Verwechslung handeln. Um diese Annahme zu korrigieren, versucht Chandler während einer Drehpause, Parks zu überfahren, sorgt aber dafür, dass er unverletzt bleibt. Nach der Tatortbesichtigung leiht sich Columbo einen Freimaurerring aus und zeigt ihn Chandler am Filmset. Angeblich habe Parks ihm den Ring in einem Umschlag mit ihren Initialen als Beweisstück überreicht. Chandler eilt bei der nächstbesten Gelegenheit unter einem Vorwand von den Dreharbeiten nach Hause. Dort wird sie vom Inspektor bereits erwartet, der sie wegen des Mordes an Davis verhaftet. Seine Recherchen haben Folgendes ergeben: Chandler hatte ihren Ehemann seinerzeit bei einem Streit aus Eifersucht erschlagen und die Leiche im Garten begraben. Hinterher erweckte sie in maskuliner Verkleidung den Eindruck, Cumberland habe sich auf dem verunglückten Boot befunden. Am folgenden Tag bestellte sie einen Brunnen bei der Requisitenabteilung. Allerdings konnte sie keine Wasserleitungen im Garten mehr legen lassen, weil man sonst Cumberlands Leiche im Boden ausgegraben hätte. Davis musste zum Schweigen gebracht werden, da sie von dem Geheimnis wusste und es nach der Hochzeit mutmaßlich Parks erzählt hätte. Chandler gesteht die Tat und lässt sich abführen.

## Hintergrund
Wie in der Episode Blumen des Bösen weist der Handlungsablauf Unterschiede zum gewohnten Howcatchem-Schema auf: Während der Inspektor in der zweiten Folge der Staffel bereits vor dem Mord in Erscheinung tritt, verrät das Drehbuch von Jackson Gillis zwar frühzeitig den Täter und das irrtümliche Opfer, aber nicht die Person, die tatsächlich ermordet werden soll. Neben der Aufklärung des Verbrechens eröffnet sich für den Zuschauer somit eine zweite Spannungsebene.
Obwohl die Kostüme von Grady Hunt entworfen wurden, hatte die mehrfach ausgezeichnete Kostümbildnerin Edith Head, eine langjährige Freundin von Anne Baxter, einen Gastauftritt in dieser Episode. Auf dem Schreibtisch ihres Büros befinden sich sieben ihrer insgesamt acht Oscars. Den letzten Academy Award erhielt sie ein Jahr nach der Erstausstrahlung der Folge für die Filmkomödie Der Clou.
Es handelt sich um die einzige Episode, in deren Filmcredits kein verantwortlicher Filmkomponist, sondern nur Hal Mooney als Musical Supervisor genannt wird. Die Filmmusik stammt aus früheren Folgen der Fernsehreihe. Die beteiligten Komponisten Dick DeBenedictis und Oliver Nelson sicherten sich dennoch die Rechte über Verwertungsgesellschaften.

## Besetzung und Synchronisation
Die erste deutschsprachige Synchronfassung entstand im Jahr 1975 bei der Studio Hamburg Synchron. 1993 wurde für RTL eine zweite Fassung bei der Neue Tonfilm München eingespielt.
| Figur              | Darsteller         | Deutscher Sprecher (ARD 1975) | Deutscher Sprecher (RTL 1993) |
| ------------------ | ------------------ | ----------------------------- | ----------------------------- |
| Lieutenant Columbo | Peter Falk         | Klaus Schwarzkopf             | Horst Sachtleben              |
| Gaststars          |                    |                               |                               |
| Nora Chandler      | Anne Baxter        | Ingeborg Grunewald            | Rosemarie Fendel              |
| Mr. Fallon         | Frank Converse     | Volkert Kraeft                | Tonio von der Meden           |
| Jean Davis         | Pippa Scott        | Katrin Miclette               | Manuela Renard                |
| Dr. Frank Simmons  | Kevin McCarthy     | Alf Marholm                   | Klaus Kindler                 |
| Jerry Parks        | Mel Ferrer         | Helmo Kindermann              | Gert Günther Hoffmann         |
| Edith Head         | Edith Head         |                               |                               |
| Weitere Darsteller |                    |                               |                               |
| Regisseur          | Sidney Miller      | Werner Schumacher             | Peter Thom                    |
| Sergeant Jeffries  | William Bryant     | Lothar Grützner               | Gernot Duda                   |
| Paul               | John Archer        | Otto Kuhlmann                 | Manfred Schmidt               |
| Torwache           | Jack Griffin       |                               | Peter Musäus                  |
| Joe                | Robert E. Meredith |                               |                               |
| Sergeant Fields    | Bart Burns         |                               |                               |

## Rezeption
Die Fernsehzeitschrift TV Spielfilm vergab eine positive Wertung (Daumen hoch): „Clever gestrickt, mit verblüffendem Dreh.“
Der Autor Michael Striss wertete mit drei von vier Sternen (sehr empfehlenswert). Er lobte die ungewöhnliche Dramaturgie des Drehbuches und die Besetzung der Antagonistin: „Vor allem eine interessante Ausgestaltung der Kultmotive macht diese Episode sehenswert. Der Zuschauer ist diesmal nicht von vornherein eingeweiht, sondern durchschaut ebenso wie der Inspektor erst im Verlauf der Handlung, wer denn nun tatsächlich ermordet werden sollte. Dem Spaß um Columbos Telefonanrufe daheim tut das keinen Abbruch. Mit Anne Baxter spielt ein großer Star einen großen Star und bringt so den Hauch einer vergangenen Hollywoodepoche zurück.“
Der Autor Uwe Killing fügte hinzu: „Der entfachte Columbo-Hype sorgte in der Vorbereitung der zweiten Staffel für einige Neuerungen. Die Reihe wurde auf den Sonntagabend, einen noch attraktiveren Sendeplatz verlegt. Namhafte Schauspieler rissen sich darum, den Mörder zu spielen. In der Episode Klatsch kann tödlich sein (1973) ist es die Oscarpreisträgerin Anne Baxter (Auf Messers Schneide), die als alternde Filmdiva einen ihr bedrohlich werdenden Reporter (Mel Ferrer) elegant aus dem Weg räumt. Neben der grandiosen Darstellung Baxters bietet die Handlung reichlich Gelegenheit, das Innenleben von Hollywood und Columbos Image zu persiflieren. […] Bei der witzigen Einkleidungsszene steht dann eine Frau mit Pagenkopf und dunkler, schriller Brille neben Falk: Es ist Edith Head, die extravagante Kostümbildnerin unzähliger Filmklassiker. […] Eine Hollywood-Legende, die sich mit 76 Jahren selbst spielt – ein bemerkenswerter Gastauftritt. Auch er unterstrich den Status, den Columbo inzwischen erreicht hatte.“
Der Autor Mark Dawidziak führte ergänzend aus: „William Link war immer wieder verblüfft über Jackson Gillis’ Fingerspitzengefühl, wenn es um Indizien ging. Klatsch kann tödlich sein (Arbeitstitel Murder by Starlight) enthält mehrere Prachtstücke. Wie die meisten Gillis-Drehbücher ist es raffiniert, listig und clever. […] Die Besetzung von Anne Baxter als „sinkender Stern“ hat einen besonders passenden Hollywood-Touch, weil die Schauspielerin einen starken Eindruck als intriganter „aufstrebender Stern“ in dem Oscar-prämierten Drama Alles über Eva (1950) des Regisseurs Joseph L. Mankiewicz hinterlassen hat. In diesem klassischen Film beging Baxter in ihrer Rolle alles andere als einen Mord. In Klatsch kann tödlich sein verübt ihre weitaus sympathischere Figur dieses abscheulichere Verbrechen. Nora Chandler ist nicht nur scharfsinnig, sondern scheut sich auch nicht davor zurück, ihre schauspielerischen Fähigkeiten einzusetzen, um Columbo zu bezaubern oder zu täuschen. Die Entschlossenheit des Leutnants seinerseits vermischt sich mit einer Vorliebe für dieses alternde Mitglied des goldenen Zeitalters von Hollywood.“